# ائوس ۲۲۱
سیارک ۲۲۱ (به انگلیسی: 221 Eos) دویست و بیست و یکمین سیارک کشف شده‌است که در ۱۸ ژانویه ۱۸۸۲ و در وین کشف شد.
قدر مطلق سیارک برابر ۷٫۶۷ است.